# Pseudojanira fremantlensis
Pseudojanira fremantlensis is een pissebed uit de familie Pseudojaniridae. De wetenschappelijke naam van de soort is voor het eerst geldig gepubliceerd in 1999 door Serov & Wilson.